# 酵素阻害剤
酵素阻害剤（こうそそがいざい）とは、酵素分子に結合してその活性を低下または消失させる物質のことである。酵素阻害剤は一般に生理活性物質であり、毒性を示すものもあるが、病原体を殺したり、体内の代謝やシグナル伝達などを正常化したりするために医薬品として利用されるものも多い。また殺虫剤や農薬などに利用される種類もある。
酵素に結合する物質すべてが酵素阻害剤というわけではなく、逆に活性を上昇させるもの（酵素活性化剤）もある。
酵素阻害剤の作用には、酵素の基質が活性中心に入って反応が始まるのを阻止するもの、あるいは酵素による反応の触媒作用を阻害するものがある。また酵素に可逆的に結合するもの（濃度が下がれは解離する）と、酵素分子の特定部分と共有結合を形成して不可逆的に結合するものとに分けられる。さらに阻害剤が酵素分子単独、酵素・基質複合体、またその両方に結合するかなどによっても分類される。
生体内にある物質が酵素阻害物質になることもある。例えば、代謝経路の途中にある酵素では、下流の代謝産物により阻害されるものがあり（フィードバック阻害）、これは代謝を調節する機構として働いている。さらに、生物体内にあって生理的機能を持つ酵素阻害タンパク質もある。これらはプロテアーゼやヌクレアーゼなど、生物自身に害を及ぼしうる酵素を厳密に制御する機能を持つものが多い。
酵素阻害剤には、基質と同様に酵素に対する特異性がある場合が多い。一般に医薬品としての阻害剤では、特異性の高い方が毒性・副作用が少ないとされる。また抗菌薬や殺虫剤に求められる選択毒性を出すためにも高い特異性が必要である。

## 酵素阻害剤の種類
酵素阻害剤には可逆的および不可逆的なものがある。可逆的阻害剤は作用機序により次のように分類される。
基質阻害
酵素・基質複合体に結合して反応の進行を妨げる。
競争（拮抗）阻害（Competitive）
基質と同じ部位に競合的に結合して反応開始を妨げる。
非競争（非拮抗）阻害（Non-competitive）
酵素または酵素・基質複合体の、基質と別の部位に結合して反応の進行を妨げる。
不競争（不拮抗）阻害（Uncompetitive）
酵素・基質複合体のみに、基質と別の部位に結合して反応の進行を妨げる。
混合型阻害
これらの分類は反応速度パラメーターを測定することで明らかにできる。詳細については酵素反応速度論およびミカエリス・メンテン式の項を参照されたい。

## その他の阻害剤
酵素以外の一般のタンパク質に対しても、同様にその機能を阻止する阻害剤がある。これらも医薬品などに応用される。
ホルモンや神経伝達物質など内在性の生理活性物質（リガンド）に対しては、それを特異的に結合するタンパク質である受容体が存在する。受容体に結合することによりリガンドの機能を阻止する拮抗的阻害剤は、特にアンタゴニストまたは遮断薬と呼ばれる。

## 利用例
医薬品などとして利用される酵素または一般タンパク質の阻害剤には、次に挙げるようなものがある。
- β-ラクタム系抗生物質
- サルファ薬
- ノイラミニダーゼ阻害薬
- 非ステロイド系抗炎症薬
- 分子標的治療薬
- スタチン
- ホスホジエステラーゼ阻害薬
- ACE阻害薬
- モノアミン酸化酵素阻害薬
- コリンエステラーゼ阻害薬
- プロトンポンプ阻害薬
- 選択的セロトニン再取り込み阻害薬
- ブドウ糖吸収阻害薬（αグルコシダーゼ阻害薬）
- DPP-4阻害薬

このほか、アンタゴニストで医薬品として利用されるものも数多い。